# Ван Гунву
Ван Гунву́ (кит. трад. 王賡武, упр. 王赓武, пиньинь Wáng Gēngwǔ, палл. Ван Гэнъу, англ. Wang Gungwu, род. 9 октября 1930, Сурабая) — сингапурский учёный-историк, занимающийся изучением китайской диаспоры в Юго-Восточной Азии и отношениями Китая со странами этого региона.

## Краткая биография
Окончил школу Андерсона в Ипо (штат Перак, Малайзия). В 1946—1948 годах учился в Национальном центральном университете в Нанкине (не окончил из-за начавшейся Гражданской войны в Китае). Изучал историю в Университете Малайя в Сингапуре (звание бакалавра и магистра) (1949—1954). В 1957 году окончил аспирантуру Школы восточных и африканский исследований Лондонского университета, защитив докторскую диссертацию «Структура власти в Северном Китае в период пяти династий». Возглавлял кафедру истории Университета Малайя (Куала-Лумпур, Малайзия) (1963—1968), кафедру истории Дальнего Востока Австралийского национального университета (1968—1975, 1980—1986). Был директором Школы тихоокеанских исследований Национального университета Австралии (1975—1980), ректором Гонконгского университета (1986—1995), директором Института Восточной Азии при Национальном университете Сингапура (1997—2000). В настоящее время профессор Факультета гуманитарных и общественных наук Национального университета Сингапура, почётный профессор Австралийского национального университета. Член редколлегий ряда журналов, в том числе: Journal of Southeast Asian Studies, The China Journal, The China Quarterly, Modern Asian Studies, Japanese Journal of Political Science, China Studies, Pacific Affairs, The Pacific Review, China: an International Journal, Contemporary Southeast Asia, The Round Table, Asian Studies Review, Asian Culture, и Journal of the Malaysian Branch, Royal Asiatic Society. Опубликовал более 20 книг. Пишет стихи на английском языке. Член Малайского отделения Королевского Азиатского Общества (Куала-Лумпур)

## Семья
Жена Маргарет Лим Пинг-тинг; дети Ван Ши Чанг, Лин Чанг,Хью Чанг.

## Награды
- Азиатская премия культуры Фукуока (Япония, 1994)

## Основные публикации
- Pulse (poetry collection) (1950);
- A Short History of the Nanyang Chinese (1959);
- The Cultural Background of the Peoples of Malaysia: Chinese culture (1962, на малайском языке);
- A Short History of the Nanyang Chinese (1969, 1988);
- The Chineseness of China (1991);
- China and the Chinese Overseas (1991);
- Community and Nation: China, Southeast Asia and Australia (1992);
- China and the Chinese Overseas (1994, на китайском языке);
- The Chinese Way: China’s position in international relations (1995).
- Nanhai Trade: The early history of Chinese trade in the South China Sea (1998);
- China and Southeast Asia: Myths, Threats and Culture (1999);
- The Chinese Overseas: From Earthbound China to the Quest for Autonomy (2000);
- Joining the Modern World: Inside and Outside China (2000);
- Don’t Leave Home: Migration and the Chinese (2001);
- Anglo-Chinese Encounters since 1800 (2003);
- Divided China: Preparing for Reunification, 883—947 (2007).